# Рецепција
Пријем или рецепција је место где посетитељи долазе и први пут се сусрећу са особљем на пословном месту. Особље на пријему ће се бавити било којим питањем које посетитељ имају и ставити их у контакт са релевантном особом у компанији. Уопштено говорећи, пријем укључује улоге које утичу на приходе предузећа.
Рецепција добија информације о купцима и онда ће то проследити одговарајућем одељењу унутар компаније. Рецепција такође може да се обрати маркетиншком или продајном одељењу уколико клијенти имају питања. Компанија треба да обучи руководиоца пријема јер ће ова позиција највише доћи у контакт са клијентима.
Најчешћи посао за особље пријема ће бити да ступи у контакт са клијентима и помогне интерно у канцеларији. Особље које ради на пријему такође може да се бави једноставним задацима, као што су штампање и куцање задатака и сортирање е-порука. Иако је особљу предњег уреда потребно само обављати задатке као што је јављање на телефон, кориштење писача и факс уређаја, обука је још увек потребна за ове задатке.

## Хотел
У хотелима се рецепција односи на одељење за основне операције хотела. Ово би укључивало рецепцију, као и резервације, продају и маркетинг, одржавање домаћинства. Ово је место где гости одлазе када стигну у хотел. Запослени који раде на пријему потврди ће резервације гостију, као и притужбе и питања гостију.
Запослени који раде на пријему хотела такође су део предње канцеларије јер се директно баве гостом. Рецепционар, касир, портир и поштанска служба укључени су у предњи уред.Међутим, имајте на уму да неки мали хотелски или мотелски пријем можда неће радити у вечерњим сатима како би смањили трошкове рада. Тако ће хотел или мотел обично пружати услугу ноћног пријема преко телефона за касне провере.